# Гуейджоу
Гуейджоу (на мандарински:贵州省; пинин:Guìzhōu) e провинция в южната част на Китай. Административен център и най-голям град в провинцията е град Гуейян. Името на провинцията идва от китайските думи 贵 guì – планините Гуей и 州 zhōu – джоу, префектура.

## История
Гуейджоу е познато на китайците още от преди хилядолетия, но едва по време на управлението на династията Мин областта става част от Поднебесната империя като една от китайските провинции. Това става причина за масова миграция на китайци от Съчуан, Хунан и околните привинции на Гуейджоу.
Многобройните въстания на местното население – хмонгите, са особено чести по времето на управлението на династията Цин. Казват, че при династия Цин на всеки 30 години в провинция Гуейджоу избухват малки революции, а на всеки 60 години – огромни въстания. Всички безредици са потушавани безмилостно от китайските власти.

## География
Провинция Гуейджоу заема площ от 176 100 км² (16-о място сред китайските провинции). На север граничи с провинция Съчуан и с градът на централно подчинение Чунцин. На запад Гуейджоу граничи с провинция Юнан, на юг – с Гуанси-джуанския автономен регион, а на изток – с провинция Хунан. Релефът на провинцията е предимно планински, на изток и юг е преимно платовиден. Гуйджоу е разположена на изток от платото Юнгуй, намиращо се в Северозападен Китай. Средната надморска височина e 1000 м. Климатът е влажен субтропически. Средната годишна температура е 14 – 16°, януарската е 1 – 10°, юлската – 17 – 28°.

## Административно деление
Провинция Гуейджоу се състои от 4 градски префектури, 2 префектури и 3 автономни окръга:

### Градски префектури
- Гуейян (贵阳市)
- Люпаншуй (六盘水市)
- Жунуй (遵义市)
- Аншун (安顺市)

### Префектури
- префектура ТонренTongren (铜仁地区)
- префектураБидзие Bijie (毕节地区)

### Автономни окръзи
- автономен окръг Цянсинан на буите и хмонгите (黔西南布依族苗族自治州)
- автономен окръг Цяндоннан на хмонгите и дунгите (黔东南苗族侗族自治州)
- автономен окръг Цяннан на буите и хмонгите (黔南布依族苗族自治州)

## Икономика
Гуейджоу е относително бедна и неразвита провинция. Има слаба икономика в сравнение с икономиките на крайбрежните провинции. През 2004 номиналният БВП се разнява на 159,2 млрд. юана (19,75 млрд. щатски долара). На глава от населението БВП е 3568 RMB (470 щатски долара) и е на последно място сред провинциите на КНР.
Най-развитият сектор в местната икономика е добива на дървесина. Друг отрасъл от местната икономика е производството на електричество и минната промишленост. Добиват се каменни въглища, варовик, арсен и гипс. Добивът на каменни въглища за 2005 година е 110 млн. тона, с 12% повече от предходната година.

## Население
Гуейджоу е една от многонационалните провинции в КНР с най-много националности, които представляват малко над 37% от населението на провинцията. Най-многобройни са яо, хмонгите, и, цян, дун, джуанци, буи, даи, тудзя, гелао и шуй. 55,5% площта на провинцията е заета от автономни райони.

## Култура
Гуейджоу е мястото, където се произвежда известният в цял Китай ликьор Маутай. Друга характерна особеност на провинцията са покритите мостове построени от народността на дунгите, наричани зимни и летни мостове.
Многонационалността на населението на Гуейджоу обуславя богата и разнообразна култура и провеждането на много фестивали, следващи лунния календар. По времето на първия лунен месец (обикновено през февруари) се провежда фестивал в Каили (градче на изток от Гуйян), на който се организират борби с бикове, конни надбягвания, свирене на рогове и театрални представления.

## Любопитен факт
В провицията се намира селище, в което до 2011 г. се учи в пещерно училище заради отдалечеността на населеното място и нежеланието на властите да построят учебна сграда. Използвана е пещера с размерите на самолетен хангар, където са обучавани около 180 деца.